# Parfait Bitee
Parfait Bitee Moto (Yaoundé, 23 luglio 1985) è un ex cestista e allenatore di pallacanestro camerunese.
È il nipote di Lazare Adingono.

## Carriera
Con il Camerun ha disputato quattro edizioni dei Campionati africani (2007, 2009, 2011, 2015).